# Dillon (Sängerin)

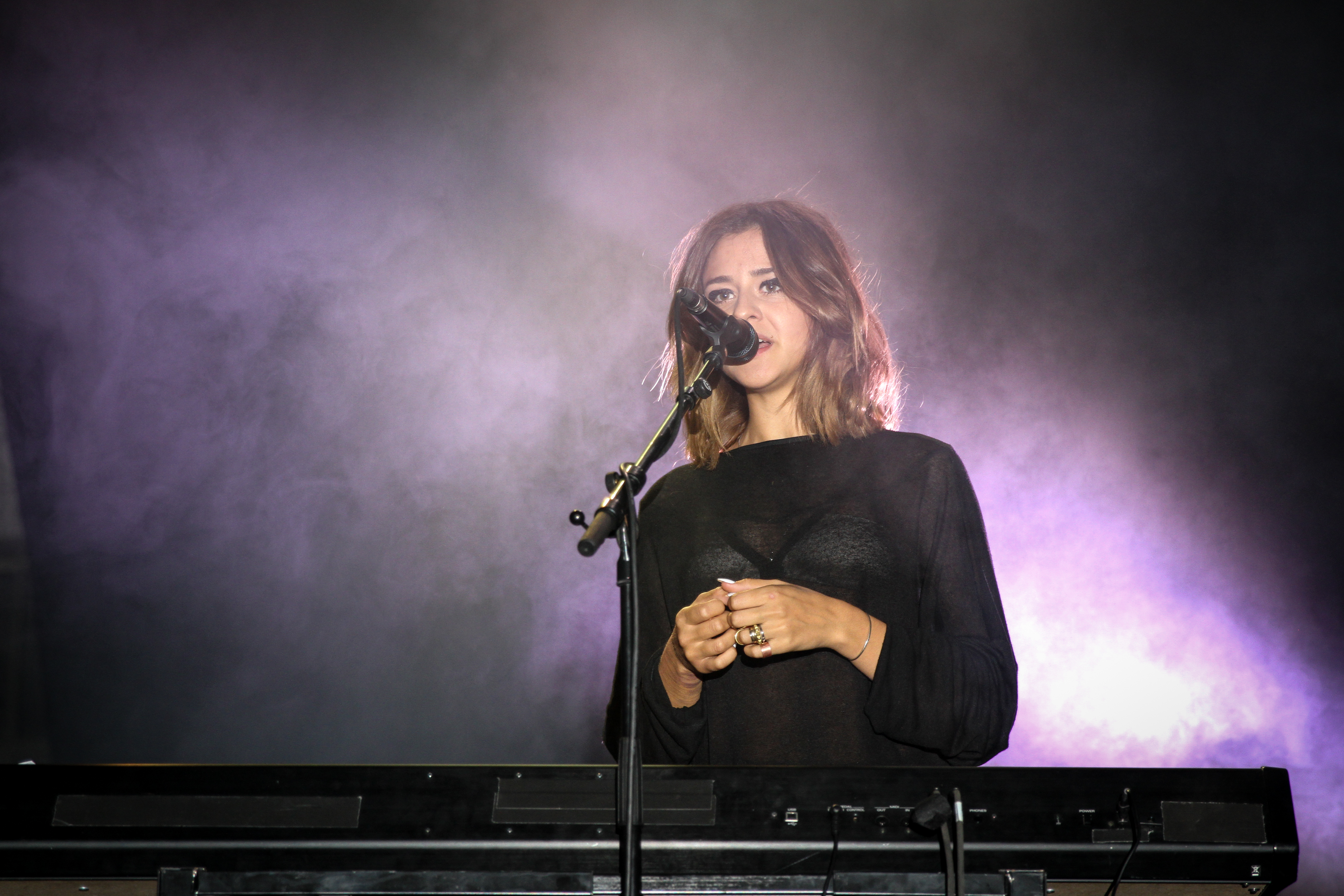
Dillon 2013 auf dem Berlin Festival

Dillon (* 1988 in Brasilien, bürgerlich Dominique Dillon de Byington) ist eine brasilianische Sängerin und Pianistin, die in Deutschland lebt.

## Leben und Musik
Im Alter von vier Jahren zog Dillon mit ihrer Mutter von Brasilien nach Köln, wo sie 2007 auf einer englischen Schule ihr Abitur machte. Noch im selben Jahr nahm sie erstmals ein eigenes Lied auf, das sie im Internet veröffentlichte. Ihre erste Single erschien im Januar 2008 auf dem Label Kitty-Yo. Im Anschluss daran ging sie im Vorprogramm der Band Jolly Goods auf ihre erste Deutschlandtournee. Seit 2008 lebt sie in Berlin.
Obwohl Dillons Aufnahmen von der Kritik überwiegend positiv bewertet wurden, entschloss sie sich zunächst, Fotografie zu studieren. 2011 erschien schließlich ihr Debütalbum This Silence Kills beim Technolabel BPitch Control, das von Tamer Fahri Özgenenc und Thies Mynther produziert wurde. Danach ging sie erneut auf Deutschlandtournee.
This Silence Kills erntete überwiegend positive Kritiken. Dillons Gesang wurde dabei von Kritikern teilweise mit dem von Björk und Lykke Li verglichen.
Ihr zweites Album The Unknown erschien im März 2014, drei Jahre später dann Kind.
Am 5. April 2019 veröffentlichte Dillon die EP When Breathing Feels Like Drowning. In Zusammenarbeit mit dem Künstler und Produzenten Samuel Savenberg entstand ein sechs Titel umfassendes Werk, auf dem, neben neuen Liedern, auch bereits von ihr auf Konzerten live gespielte Coverversionen verschiedener Künstler zu hören sind.
Am 14. Oktober 2022 wurde das neue Album 6abotage veröffentlicht.

## Diskografie
- 2011: This Silence Kills
- 2014: The Unknown
- 2016: Live at Haus der Berliner Festspiele
- 2017: Kind
- 2019: When Breathing Feels Like Drowning
- 2022: 6abotage